# Euparatettix birmanicus
Euparatettix birmanicus är en insektsart som beskrevs av Hancock, J.L. 1915. Euparatettix birmanicus ingår i släktet Euparatettix och familjen torngräshoppor. Inga underarter finns listade i Catalogue of Life.